# رينيه الثالث (أمير موناكو)
رينيه الثالث (بالفرنسية: Rainier III de Monaco) (31 مايو 1923 - 6 أبريل 2005)، أمير موناكو من 9 مايو 1949 إلى 6 أبريل 2005. في فترة حكمة عمل عده إصلاحات في دستور موناكو، وقام بتوسيع حدود اقتصاد الإمارة خارج قاعدتها التقليدية وهي القمار.

## حياته الأسرية
بعام 1956 تزوج من الممثلة الأمريكية غريس كيلي، وأنجبا ثلاثة أبناء:
- كارولين (ولدت في 23 يناير 1957).
- ألبير (ولد في 14 مارس 1958).
- ستيفاني (ولدت في 1 فبراير 1965).

## روابط خارجية
- رينيه الثالث من موناكو على موقع الموسوعة البريطانية (الإنجليزية)
- رينيه الثالث من موناكو على موقع مونزينجر (الألمانية)
- رينيه الثالث من موناكو على موقع إن إن دي بي (الإنجليزية)
- رينيه الثالث من موناكو على موقع أوليمبيديا (الإنجليزية)